# Antal Incze
Antal Incze (geboren 9. März 1898 in Marosludas, Komitat Torda-Aranyos; gestorben nach 1947) war ein ungarischer Arzt und Politiker.

## Leben
Antal Incze wuchs als Sohn eines Notars auf. Er besuchte das Piaristengymnasium in Kolozsvár, wo er 1917 das Abitur machte. Danach begann er ein Medizinstudium an der Ferenc-József-Universität in Kolozsvár, die aufgrund der politischen Veränderungen durch den Vertrag von Trianon 1921 nach Szeged umzog. In den Jahren 1920 und 1921 spielte er eine führende Rolle im Verband der Székler Universitäts- und Hochschulstudenten (Székely Egyetemi és Főiskolai Hallgatók Egyesülete), den er mit anderen Studenten zusammen gegründet hatte. Nach dem Abschluss seines Medizinstudiums begann er 1922 als Assistenzarzt an der Universitätsklinik in Szeged zu arbeiten und wurde 1924 Lehrassistent. Im Jahr 1925 heiratete er Anna Koch. Zwei Jahre später ging er als Facharzt für Augenheilkunde nach Budapest und übernahm eine Stationsleitung an der Klinik in der Uzsoki utca im 14. Bezirk.
1929 wanderte er nach Brasilien aus und praktizierte sieben Jahre lang als Arzt in Porto Alegre in Rio Grande do Sul im Süden des Landes. 1936 kehrte er wieder in seine Heimat zurück und wurde Chefarzt an der Klinik in der Uzsoki utca.
Zwei Jahre später erschütterte ein tragisches Ereignis die Familie, als seine Schwester Klára, die als Augenärztin an der Universitätsklinik in Szeged arbeitete, kurz vor ihrer geplanten Hochzeit erschossen wurde. Incze engagierte sich in der Politik und wurde 1938 einer der Organisatoren der Bewegung Ungarisches Leben (Magyar Élet Mozgalom). Bei den Parlamentswahlen 1939 wurde er im Komitat Pest-Pilis-Solt-Kiskun zum Abgeordneten für das Ungarische Parlament gewählt. In der vom zurückgetretenen Ministerpräsidenten Béla Imrédy und Andor Jaross gegründeten Partei der ungarischen Erneuerung (Magyar Megújulás Pártja) führte er die Presse- und Propagandaabteilung und war Redakteur der Zeitung Nemzetör. Nach der deutschen Besetzung Ungarns im März 1944 bestellte die neugebildete Regierung unter Döme Sztójay ihn zum Regierungskommissar für den Einsatz medizinischer Kräfte, und Incze kümmerte sich darum, dass das medizinische Material aus den Praxen deportierter jüdischer Ärzte erfasst wurde.
1947 ging er wieder nach Südamerika.
Seine Geschwister waren die Ärztin Klára Incze (1901–1938) und der Beamte und Ministerialrat Péter Incze (1896–1960).

## Schriften (Auswahl)
- Testalkat és fénytörés. Egyetemi Nyomda, Budapest 1928.
- A szembetegségek szerepe és jelentősége a keresőképtelenség előidézésében. Egyetemi Nyomda, Budapest 1929.
- Rio Grande – Trieszt. Franklin Társulat, Budapest 1937.
- Orvosi körúton Braziliában. In: Tükör,  Nr. 2, Budapest 1938, S. 123–127.
- Imrédy. Turul Nyomda, Budapest 1942.
- Mit tanit a pártunk programja a nemzetszervezetről. Stádium, Budapest 1944.